# Aserbaidschanisches Eisenbahnmuseum
Das Aserbaidschanische Eisenbahnmuseum (aserbaidschanisch Azərbaycan Dəmiryol Muzeyi) ist ein Eisenbahnmuseum in Baku, Aserbaidschan. Betrieben wird es von der staatlichen Eisenbahngesellschaft Aserbaidschans, Azərbaycan Dəmir Yolları. Das Museum wurde 2019 eröffnet.
Das Museum befindet sich im stillgelegten Bahnhof Sabuntschu im Stadtzentrum von Baku am Dschafar Dschabbarli-Platz und in der Nähe der U-Bahn-Station 28 May.

## Geschichte
Das aserbaidschanische Eisenbahnmuseum wurde am 19. November 2019 von Präsident Ilham Alijew offiziell eröffnet.
Das Museum wurde im Februar 2020 während der COVID-19-Pandemie geschlossen. Es wurden Umbauarbeiten durchgeführt und neue Exponate in das Museum integriert. Am 28. Dezember 2023 wurde es erneut eröffnet.
Der historische Bahnhof Sabuntschu ist eines der drei Gebäude des historischen Bahnhofskomplexes des Bahnhofs Baku. Es wurde am 6. Juli 1926, dem Tag der Eröffnung der ersten elektrifizierten Eisenbahn in Aserbaidschan, in Betrieb genommen. Der Bahnhof Sabuntschu war das erste Bahnhofsgebäude, das elektrische Züge aufnahm.
Der Baustil erfolgte in Anlehnung an die nationalen Architekturstile Aserbaidschans, insbesondere an den Palast der Schirwanschahs.
Das Museum verfügt über zwei Ausstellungshallen, einen Kinosaal und Säle für Kultur- und Firmenveranstaltungen. Hier finden Veranstaltungen wie Signiertage, Lesestunden, Buch- und Kunstausstellungen sowie Treffen mit Persönlichkeiten des öffentlichen Lebens statt. In den Hallen werden viele Exponate im Zusammenhang mit den Entwicklungsstadien des Eisenbahnsektors in Aserbaidschan gezeigt, darunter Foto- und Videomaterial, das die Geschichte der Entstehung der Eisenbahn im 19. Jahrhundert zeigt, sowie Zugmodelle. Außerdem wurde eine Fotoecke eingerichtet, um die Verdienste von Präsident Heidar Alijew bei der Entwicklung der Eisenbahn in Aserbaidschan zu zeigen.